# Méditation taoïste
La méditation taoïste est un ensemble de pratiques de méditation issues d'écoles taoïstes, telles que les exercices de souffle, la concentration, la visualisation, la méditation intérieure prolongée et la contemplation. Méditer sur les Trois Purs et leur symbolisme est un exercice reconnu, par exemple. S'asseoir et oublier (zuowang 坐忘; pinyin: zuòwàng) ou le jeûne de l'esprit (xinzhai 心齋) font partie des termes utilisés pour parler de méditation dans le taoïsme.[évasif]
Cinq étapes peuvent être remarquées:
- poser et calmer le corps
- calmer l'esprit
- se concentrer, sur une partie du corps comme entre les deux yeux ou une déité
- vider l'esprit
- atteindre la liberté et la joie intérieures.

Certaines de ces étapes se retrouvent dans le bouddhisme, le yoga, le christianisme et même le soufisme.